# Marignane-Gignac-Côte Bleue FC
Marignane-Gignac-Côte Bleue FC is een Franse voetbalclub uit Marignane. De club ontstond in 2016 uit een fusie tussen US Marignane (opgericht in 1924) en AS Gignac (opgericht in 1931) uit Gignac-la-Nerthe.

## Geschiedenis
US Marignane werd opgericht in 1924 en speelde voornamelijk op lager amateurniveau. Het beste resultaat van US Marignane was het seizoen 1965/66 in de Division 2. In 2007 kwam de club in de Championnat de France amateur. Op dat niveau bleef Marignane vervolgens actief.
In 2016 fuseerde de club met AS Gignac uit Gignac-la-Nerthe tot Marignane Gignac FC. In het seizoen 2017/18 werd Marignane Gignac kampioen in groep A van de inmiddels in National 2 hernoemde competitie. Het bleef SC Toulon op doelsaldo voor en promoveerde naar het Championnat National. Na één seizoen degradeerde de club. In 2022 fuseerde de club met FC Côte Bleue en nam zo de huidige naam aan. 
Aan het einde van het seizoen 2022-23 behaalde de club promotie van de Championnat National 2 naar de Championnat National, maar moest na één seizoen alweer een stapje terugzetten.